# Daniel Wnukowski
Daniel Wnukowski (Windsor, Canadá, 15 de julio de 1981 - ) es un pianista polaco-canadiense.
Estudió el piano con Piotr Paleczny en el Conservatorio de Varsovia y completó sus estudios de piano con Leon Fleisher en el Conservatorio de Baltimore, Maryland.
Ejecuta conciertos en Canadá, Europa y los Estados Unidos, como solista y en numerosas formaciones de música de cámara. Bastante notables son sus realizaciones de las composiciones de Frédéric Chopin y otros compositores románticos.